# Marciapiede mobile

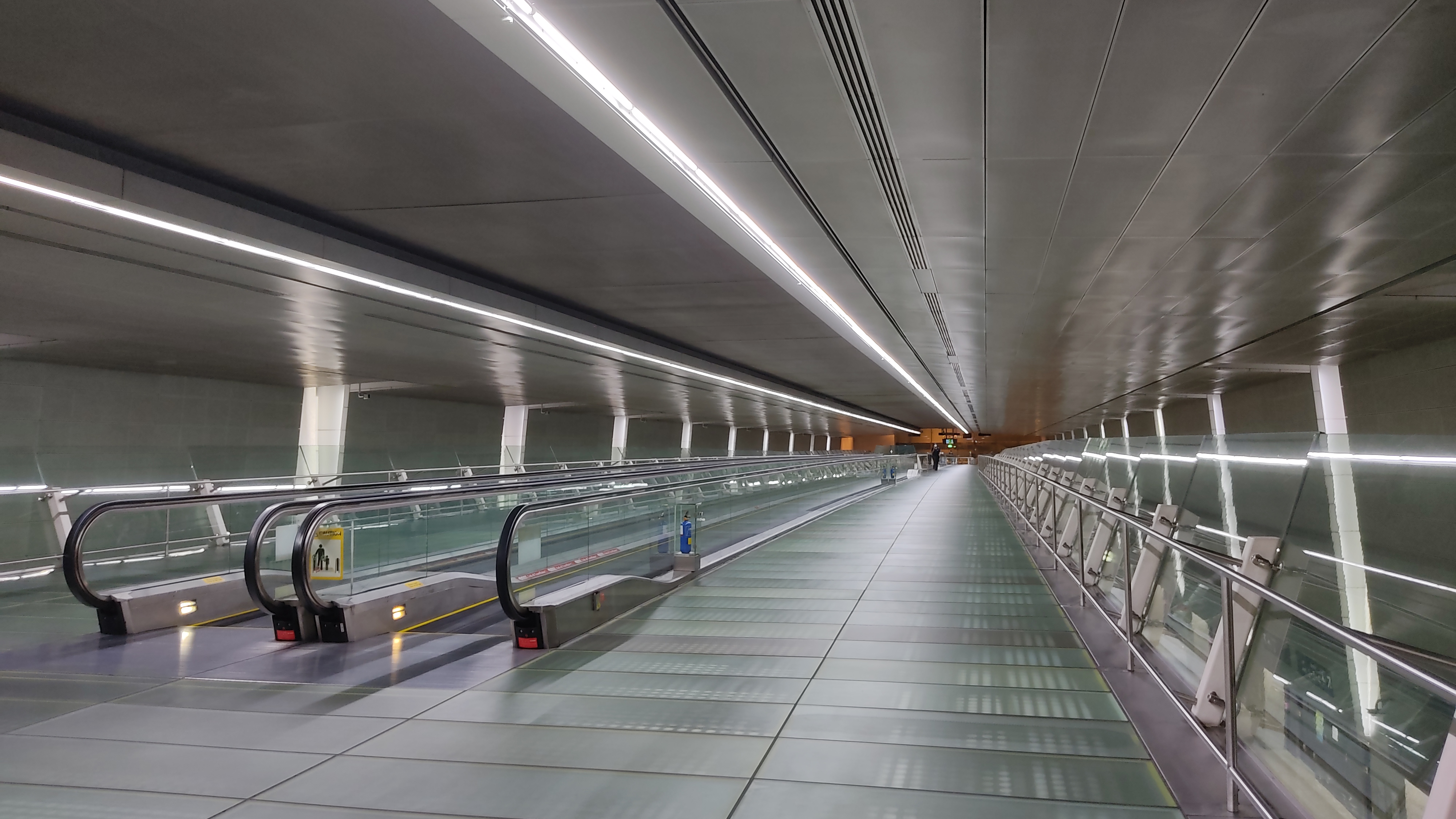
Un marciapiede mobile all'interno della stazione dell'aeroporto Changi della metropolitana di Singapore.

Il marciapiede mobile, noto anche come tappeto mobile, è un dispositivo che permette il trasporto di persone.

## Caratteristiche
A differenza della scala mobile, il marciapiede mobile è dotato di una superficie piana. Si tratta di un'applicazione del principio di nastro trasportatore. Utilizzato come mezzo di trasporto pubblico urbano è definito sistema ettometrico.
Secondo la norma europea EN 115, il marciapiede mobile è l'«installazione azionata da motore, con superficie in movimento senza fine (es. segmenti, tappeto) per il trasporto di passeggeri fra due punti allo stesso o a diverso livello».
È usato diffusamente negli aeroporti e nelle stazioni delle grandi metropolitane. È molto funzionale nei casi in cui è necessario far defluire molte persone in spazi ristretti, visto che in questo caso la velocità delle persone stesse risulta ridotta a causa della folla. Per non urtarsi, i singoli pedoni in marcia devono infatti mantenere una distanza minima e perciò tendono a rallentare sensibilmente il passo, causando un rallentamento a catena di chi li segue. Invece la velocità costante del marciapiede mobile, anche se modesta, risolve questo problema.
Una commissione europea si occupa, dal 2005, di stabilirne gli standard tecnici a livello continentale: si tratta di un'iniziativa del Comitato europeo di normazione. Viene inoltre usato, in alcuni impianti di sci, come piccolo ski-lift per bambini e principianti.